# 後馬達奇峰
46°29′59″N 10°29′39″E / 46.499761°N 10.494097°E
後馬達奇峰（德語：Hintere Madatschspitze），是意大利的山峰，位於該國北部，處於博爾扎諾-南蒂羅爾自治省和倫巴第大區接壤的邊界，屬於奥特莱斯山的一部分，海拔高度3,430米。